# Francesco Maria Veracini
Francesco Maria Veracini (n. 1 februarie 1690, Florența, Marele Ducat de Toscana – d. 31 octombrie 1768, Florența, Marele Ducat de Toscana), violonist și compozitor italian; virtuoz renumit al vremii, și-a desfășurat activitatea la Londra, Dresda și Praga. A compus opere, cantate, concerte și sonate pentru violă.
1. 1 2  Francesco Maria Veracini, Find a Grave, accesat în 9 octombrie 2017
2. 1 2  Autoritatea BnF, accesat în 10 octombrie 2015
3. 1 2  Francesco Maria Veracini, Discogs, accesat în 9 octombrie 2017
4. 1 2  Francesco Maria Veracini, SNAC, accesat în 9 octombrie 2017
5. 1 2  Francesco Maria Veracini, Brockhaus Enzyklopädie
6. 1 2  Archivio Storico Ricordi, accesat în 3 decembrie 2020
7. ↑  „Francesco Maria Veracini”, Gemeinsame Normdatei, accesat în 15 decembrie 2014
8. ↑  „Francesco Maria Veracini”, Gemeinsame Normdatei, accesat în 31 decembrie 2014
9. ↑  CONOR.SI[*] Verificați valoarea |titlelink= (ajutor)